# ایستگاه تحقیقات انگور (تاکستان)
ایستگاه تحقیقات انگور (تاکستان) یکی از ایستگاه‌های تحقیقاتی وابسته به سازمان جهاد کشاورزی استان قزوین است که در سال ۱۳۷۷ در شهرستان تاکستان ایجاد شده‌است.